# تنگستن دی‌سیلیسید
تنگستن دی‌سیلیسید (به انگلیسی: Tungsten disilicide) با فرمول شیمیایی WSi۲ یک ترکیب شیمیایی است. که جرم مولی آن ۲۴۰٫۰۱ g/mol می‌باشد. شکل ظاهری این ترکیب، پودر زرد است.